# Gerry Goffin
Gerald Goffin (ur. 11 lutego 1939 w Nowym Jorku, zm. 19 czerwca 2014 w Los Angeles) – amerykański autor tekstów. Razem ze swoją żoną, Carole King (pisała muzykę) stworzył wiele międzynarodowych hitów. 
Goffin początkowo współpracował z innymi twórcami, ale dopiero z Carole King odniósł wielki sukces. Przełomowym hitem ich spółki był „Will You Love Me Tomorrow”, piosenka została nagrana przez The Shirelles i w roku 1961 zajęła pierwsze miejsce w USA i Wielkiej Brytanii. Goffin i King tworzyli jedną z najbardziej udanych spółek kompozytorskich pierwszej połowy lat 60' pisząc m.in.: „Take Good Care of My Baby” (Bobby Vee), "The Loco-Motion" (Little Eva), „One Fine Day” (The Chiffons), „Up on the Roof” (The Drifters, James Taylor), „I'm into Something Good” (Herman’s Hermits), „Don't Bring Me Down” (The Animals), „Oh No Not My Baby” (Rod Stewart), „Goin' Back” (Dusty Springfield, The Byrds), „You Make Me Feel Like, A Natural Woman” (Aretha Franklin) i „ Pleasant Valley Sunday ” (The Monkees).